# Бешеная кровь
«Бешеная кровь» (итал. Sanguepazzo, фр. Une histoire italienne) — франко-итальянский фильм 2008 года режиссёра Марка Туллио Джорданы.

## Сюжет
Фильм повествует о жизни двух актёров немого кино — Освальдо Валенти и Луизы Фериды, чья любовь могла бы продолжаться вечно, если бы не Вторая мировая война, которая расставила свои акценты.

## В ролях
- Моника Беллуччи — Луиза Ферида
- Лука Дзингаретти — Освальдо Валенти
- Алессио Бони — Гольферо Гольфреди
- Соня Бергамаско — заключенная

## Награды и номинации
- Каннский кинофестиваль: Премия Франсуа Шале (Марко Туллио Джордана)
- Фестиваль итальянских фильмов в Бастии: Гран-при (номинация), Особое упоминание жюри
- Давид ди Донателло: три номинации — лучшая работа художника-постановщика (Джанкарло Базили), лучшая работа парикмахера (Энрико Якопони), лучший дизайн причёсок (Мария Тереза Корридони)
- Ciak d’oro: лучший дизайн костюмов (Мария Рита Барбера), лучшая работа художника-постановщика (Джанкарло Базили)
- Golden Graals: лучший актёр в фильме-драме (Алессио Бони) — номинация
- Премия Национального общества журналистов кино: приз «Серебряная лента» за лучший дизайн костюмов (Мария Рита Барбера), номинация за лучшую работу художника-постановщика (Джанкарло Базили)
- CinEuphoria Awards: приз лучшей актрисе в иностранном фильме (Моника Беллуччи), «Топ-10 года» (Марко Туллио Джордана)